# روس أتكينز
روس أتكينز (بالإنجليزية: Ross Atkins) (3 نوفمبر 1989 بدربي في المملكة المتحدة - ) هو لاعب كرة قدم بريطاني في مركز حراسة المرمى. شارك مع منتخب إنجلترا تحت 18 سنة لكرة القدم ومنتخب إنجلترا تحت 19 سنة لكرة القدم. أما مع النوادي، فقد لعب مع ديربي كاونتي ونادي ساوثبورت وGresley Rovers F.C. ‏ وMickleover F.C. ‏ وAlfreton Town F.C. ‏ ونادي كيدرمينستر هاريرز لكرة القدم ونادي تاموورث ونادي كرولي تاون ونادي ليمنجتون ونادي بيرتن ألبيون.

## وصلات خارجية
- روس أتكينز على موقع قاعدة بيانات كرة القدم.إي يو (الإنجليزية)
- روس أتكينز على موقع Soccerbase.com (لاعب) (الإنجليزية)
- روس أتكينز على موقع Soccerway.com (الإنجليزية)